# Ёсимото, Хисая
Хисая Ёсимото (яп. 吉本 久也; род. 29 мая 1973, Окинава) — японский тяжелоатлет. Участник летних Олимпийских игр 1996 и 2000 годов.

## Биография
Хисая Ёсимото родился 29 мая 1973 года в японской префектуре Окинава.
Учился в университете Хосэй в Токио.
В 1996 году вошёл в состав сборной Японии на летних Олимпийских играх в Атланте. В весовой категории до 108 кг занял 15-е место, подняв в сумме двоеборья 360 кг (170 кг в рывке и 190 кг в толчке), уступив 70 кг завоевавшему золото Тимуру Таймазову с Украины.
В 2000 году вошёл в состав сборной Японии на летних Олимпийских играх в Сиднее. В весовой категории свыше 105 кг поднял 180 кг в рывке, но в толчке не сделал ни одной зачётной попытки и выбыл из борьбы.
Трижды участвовал в чемпионатах мира. В 1997 году в Чиангмае в весовой категории до 105 кг занял 5-е место (382,5 кг), в 1998 году в Лахти — 14-е место (375 кг), в 1999 году в Афинах — 16-е место (390 кг).
Дважды выступал на летних Азиатских играх. В 1998 году в Бангкоке в весовой категории до 105 кг занял 7-е место (372,5 кг), в 2002 году в Пусане — 8-е место (370 кг).